# E tu...
«E tu.../Chissà se mi pensi» es el título del octavo 45 RPM del cantautor italiano Claudio Baglioni, publicado por la RCA Italiana en mayo de 1974. Ambos temas fueron compuestos por Baglioni (letra y música) y Antonio Coggio (música), quien también fue el productor. El arreglo musical fue compuesto por Vangelis Papathanassiou, entonces ex-Aphrodite's Child.

## Recepción comercial
«E tu...» fue elegida como sencillo del álbum homónimo en el verano boreal de 1974. La canción debutó en el séptimo lugar de la lista de sencillos más vendidos en Italia el 6 de julio de dicho año. Luego de tres semanas, el sencillo subió al primer lugar de la lista, desplazando a «Piccola e fragile» de Drupi, el 27 de julio. El 26 de octubre bajó al segundo lugar, lo que le permitió a «Bella sin alma», de Riccardo Cocciante, llegar al primer puesto.
El sencillo permaneció seis meses en el top 10, hasta el 14 de diciembre de 1974, y se convirtió en un récord en la carrera de su intérprete. Se vendieron 500 000 copias de él y fue certificado disco de oro. Ese mismo año, Baglioni ganó el Festivalbar con esta canción y, a fines de ese año, el sencillo resultó ser el más vendido en Italia.

## Lista de temas

### 45 RPM
1. «E tu...»
2. «Chissà se mi pensi»